# Château Filhot

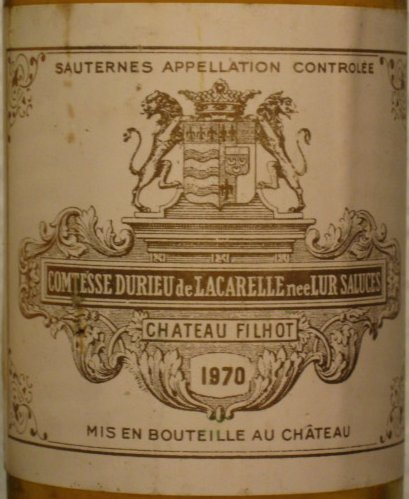
Detalle de una etiqueta de Château Filhot del año 1970.

Château Filhot es un vino clasificado como Deuxièmes Cru en la Clasificación Oficial del Vino de Burdeos de 1855 original, dentro de la AOC Sauternes en la Gironda, dentro del viñedo de Burdeos. Según algunos, es injustificado que se omita entre los primeros crus. Filhot produce un vino más seco que Château d'Yquem, con un contenido alcohólico inusitadamente alto para un Sauternes.

## Historia
El viñedo data de los años 1630, habiéndose fundado el château por Romain de Filhot en 1709. Después de la Revolución francesa, la finca fue tomada por Romain-Bertrand de Lur-Saluces quien añadió la finca de Pinaud du Rey e hizo que el château fuera rediseñado hasta adquirir su actual apariencia inglesa en 1840. En 1935, la condesa Durieu de Lacarelle (hermana del marqués de Lur-Saluces, propietario de Château d'Yquem) compró la finca, que fue posteriormente modernizada por su hijo, Louis Durieu de Lacarelle, durante los años 1970. El viñedo es actualmente dirigido por la familia Vaucelles.

## Producción
Realizada con la variedad de uva de 60% semillón, 36% sauvignon y 4% muscadelle, Château Filhot produce de media 80.000 botellas por año.